# Арайс, Виктор
Ви́ктор А́райс (Виктор-Бернхардт Теодорович Арайс, латыш. Viktors Arājs; 13 января 1910, Балдонская волость — 13 января 1988, Кассель) — латышский коллаборационист, военный преступник. Создатель и руководитель так называемой «команды Арайса», причастной к убийствам десятков тысяч мирных жителей, в первую очередь, латвийских евреев.

## Биография

### До войны
Виктор Арайс родился в городе Балдоне Курляндской губернии (Российская империя, ныне Латвия). Его отец Теодор Арайс был кузнецом и электромонтёром. Мать Берта-Анна Буркевиц была дочерью богатого крестьянина. Оба они были родом из Баусского уезда. Немецкое происхождение матери стало поводом для конфликтов в семье, поскольку отец Виктора не хотел слышать дома немецкий язык.
В 1914 году с началом Первой мировой войны отец Виктора был призван в армию. Больше в семью не вернулся. Он приехал в Латвию уже после революции через Китай и привёз новую жену-китаянку. Родители Виктора развелись в 1927 году. По сведениям Виктора, отец был расстрелян коммунистами после Второй мировой войны.
Во время войны дом Арайсов в Балдоне был разрушен. Мать Виктора, он сам и сестра Эльвира стали беженцами. В автобиографии, написанной Арайсом 7 января 1941 года при поступлении в университет во время Советской власти в Латвии, он подчёркивал свою бедность и перенесённые страдания. Он утверждал, что его мать работала в Риге на фабрике, а он сам болтался на улице. После августа 1917 года семья отправилась в Цодскую волость, где жили дед и бабка. Родители матери были владельцами хозяйства размером 160 га. В Цоде семья жила до смерти деда и бабки в 1926 году, затем переехала в Елгаву.
Виктор начал работать с 15 лет — сначала батраком, потом сельскохозяйственным рабочим. В 17 лет окончил школу в Елгаве, затем гимназию. Учился он прилежно и получал стипендию 30 латов в месяц.
После окончания гимназии был призван на срочную военную службу и зачислен в Видземский артиллерийский полк, благодаря наличию образования получил звание капрала. После демобилизации он поступил на юридический факультет Латвийского университета и вступил в «Леттонию» — самую известную студенческую корпорацию Латвии.
Одновременно с учёбой он вынужден был искать работу, поскольку стипендии ему не хватало на жизнь, и устроился в полицию. Совмещать работу в полиции с учёбой ему было трудно и в 1935 году, закончив полицейскую школу, он получает должность в Кегумсе, а затем в Заубской волости. Там он в 1936 году женился на дочери хозяйки магазина Зельме Зейбот. В полицейской карьере он достиг звания лейтенанта и должности надзирателя.

### В советский период
В 1940 году, когда Латвия была включена в состав СССР, Арайс вновь поступил в университет. Сдав все экзамены, включая экзамен по марксизму-ленинизму, он получил диплом как советский юрист. Впоследствии на суде над ним он утверждал, что поверил в коммунизм. Андриевс Эзергайлис считает, что Арайс мог солгать в надежде на снисхождение судей, но отмечает тот факт, что Арайс стремился сделать карьеру при советской власти.
Одновременно Арайс утверждал, что после массовых арестов противников советской власти в Латвии его убеждённость в коммунизме пропала. После ареста адвоката, у которого Арайс начал работать, он уехал в деревню, а затем создал антисоветский партизанский отряд. Эзергайлис отмечает, что данные об этом периоде в жизни Арайса основаны только на его собственных показаниях и подтвердить их невозможно. При этом остаётся непонятным, когда он ушёл в партизаны — до прихода немцев или после. По мнению Эзергайлиса, многие таким путём пытались избежать обвинений латышских националистов из-за своей деятельности в период советской власти в Латвии.

### В немецкий период
На суде Арайс утверждал, что ещё до прихода немцев он создал отряд из 400—500 человек, с которым захватил рижскую префектуру (в советское время — здание НКВД). Эзергайлис, ссылаясь на мнение эмигрантов, считает маловероятным партизанское вторжение в Ригу с таким отрядом 1 июля 1941 года и полагает, что бывшие латвийские военные могли собраться в префектуре сами. В реальности в этот день около полудня прибывшего к зданию начальника айнзатцгруппы «А» Вальтера Шталекера встретил именно Виктор Арайс.
Одной из счастливых случайностей для Арайса было то, что в одном из сопровождающих Шталекера германских офицеров он узнал своего однокашника по гимназии и армейского сослуживца остзейского немца Ганса Дреслера. Это стало поводом для знакомства Арайса со Шталекером. Уже 2 июля Арайс вновь встретился со Шталекером и тогда же по предположению Эзергайлиса получил от него разрешение на создание полицейского формирования. После этого он занял помещение корпорации «Леттония» и приступил к формированию отряда, позже ставшего известным как «Команда Арайса».
Арайс вербовал в свою команду как бывших военных, айзсаргов и полицейских, так и студентов и даже школьников. Большинство из них имели родственников, пострадавших от советской власти. 4 июля команда Арайса сожгла Большую хоральную синагогу на улице Гоголя.
В первые дни оккупации команда Арайса занималась арестами евреев, грабежами и погромами. Сам Арайс, по свидетельствам очевидцев, занимался вымогательством денег у арестованных под угрозой расстрела; тех, кто не мог заплатить, расстреливали сразу, остальных — несколько позже.
К концу июля 1941 года латышская вспомогательная полиция в Риге уже насчитывала более сотни человек. В дальнейшем численность «команды» была доведена до нескольких батальонов, командирами которых стали близкие друзья Арайса. С 6 июля «команда Арайса» перешла от спонтанных акций к систематическому уничтожению евреев — их расстреливали по утрам в Бикерниекском лесу на окраине Риги.
8 декабря 1941 года они провели расстрел детей, находившихся в больнице на улице Лудзас на территории Рижского гетто, под тем предлогом, что большинство из них было евреями. Сам Арайс активно участвовал в расстрелах и требовал того же от своих подчинённых.
В 1942 году Арайс получает звание майора, а команду переводят на восток для борьбы с партизанами и даже для фронтовых операций. В июле 1943 года он был награждён Крестом «За военные заслуги» 2-й степени с мечами, в декабре — Железным крестом 2-й степени .
Подразделения команды Арайса также были задействованы в качестве внешней охраны концлагеря Саласпилс под Ригой и Юмправмуйже. Некоторые из офицеров «команды» перешли в дальнейшем на службу в подразделения, обслуживавшие концлагерь. С началом комплектования латышских «добровольческих» дивизий Ваффен-СС (15-я и 19-я) на «команду Арайса» были также возложены задачи по отлову «добровольцев» и казням наиболее активно уклоняющихся.
На сайте МИД Латвии сказано, что «отряд под командованием Викторса Арайса (команда Арайса) просуществовал дольше всех и заслужил наибольшую чёрную славу».

### В конце войны
После расформирования латышского СД Арайс был направлен в Германию, где учился в офицерской школе Бадтольце, затем в Гисторове. Служил в Латышском легионе. В конце февраля 1945 года был назначен командиром 1-го батальона 34-го полка 15-й гренадерской дивизии СС, однако через неделю был отстранён из-за некомпетентности. В конце войны оказался в Дании, а в момент капитуляции Германии — по дороге в Любек. Там он переоделся в гражданскую одежду и сжёг документы.

### После войны
После войны Арайс попал в британскую зону оккупации. Против него велось расследование, относительно которого на суде Арайс утверждал, что был оправдан по делу Рижского гетто. На деле британцы этого дела не закончили и в октябре 1949 года суд Гамбурга выдал ордер на арест Арайса по месту его нахождения в лагере в Брауншвейге, но он скрылся. Его исчезновение породило в среде латышской эмиграции подозрения о том, что Арайс стал сотрудничать с английскими спецслужбами, что и помогло ему бежать. Однако подтверждений сотрудничеству Арайса со спецслужбами историки не обнаружили.
В Германии Арайс выдавал себя за брата своей жены и взял её фамилию, фигурируя как Виктор Зейботс. Из посольства Латвийской Республики в Лондоне, продолжавшего существовать после провозглашения Латвийской ССР, он получил латвийский паспорт. «Парадокс, но этот факт был упомянут в советской пропагандистской брошюре „Политические беженцы без масок“ („Politiskie bēgļi bez maskas“) и фильме аналогичного направления „Оборотни“ („Vilkači“, 1963), однако никто в западных спецслужбах на это не клюнул, — указывает латвийский историк Улдис Нейбургс».
С 1950 года Арайс жил во Франкфурте, где работал в «Нойе прессе» наборщиком в типографии.
В начале 1960-х годов немецкие органы правопорядка исчерпали попытки найти преступника и передали дело в архив. Однако власти ФРГ арестовали его 10 июля 1975 года по заявлению соотечественника, Яниса Эдуарда Зирниса. Это бывший член команды Арайса, который покинул её, год провёл в Рижской Центральной тюрьме, подвергался пыткам, а затем в ходе депортации гражданского населения из Прибалтики оказался в Германии. Там он стал призывать соотечественников к покаянию и взял на себя роль охотника за нацистами, называя сам себя «психическим калекой». «Латыши, у которых сохранилась хотя бы крупица чести и самосознания, должны разоблачить своих военных преступников, которые всё ещё находятся на свободе […] Из-за этих парней, которые творили грязные дела, честь и мораль латышей были запятнаны», — взывал Зирнис. Он передал прокурору Штутгарта признательное заявление о том, что относительно Виктора Арайса якобы проведена акция возмездия, он убит. Поскольку речь шла о серьёзном преступлении, дело Арайса извлекли из архива и поручили расследование гамбургскому прокурору Лотару Клемму, имевшему на счету несколько результативных процессов над нацистскими преступниками. Изучая материалы старых уголовных процессов, прокурор нашёл свидетельские показания о слухах, что Арайс проживает во Франкфурте под девичьей фамилией жены. Этим показаниям в своё время не придали значения, однако Клемм отдал распоряжения полиции провести проверку. Арайса быстро нашли и арестовали.
Вначале он отказывался признать свою личность, но уже на втором круге допросов признался. Обвинение ему было предъявлено 10 мая 1976 года, суд начался 7 июля того же года. За 199 судебных сессий под тяжестью улик 21 декабря 1979 года он был приговорён к пожизненному заключению. Приговор был оглашён 21 декабря 1979 года.
В последние годы заключения Арайс имел право покидать тюрьму и навещать свою подругу во Франкфурте. Возвращаясь от неё в очередной раз, он скончался 13 января 1988 года от сердечного приступа в тюрьме города Касселя.